# Veseleț, Razgrad
Veseleț (în bulgară Веселец) este un sat în comuna Zavet, regiunea Razgrad,  Bulgaria. 

## Demografie
Componența etnică a satului Veseleț
     Turci (65,74%)
     Nicio identificare (28,62%)
     Bulgari (3,98%)
     Romi (1,63%)
La recensământul din 2011, populația satului Veseleț era de 978 locuitori. Din punct de vedere etnic, majoritatea locuitorilor (65,74%) erau turci, existând și minorități de bulgari (3,98%) și romi (1,63%). Pentru 28,62% din locuitori nu este cunoscută apartenența etnică.